# Lev Dodine
Lev Abramovitch Dodine (russe : Лев Абрамович Додин), né en 1944 à Novokouznetsk en Sibérie, est un directeur de théâtre et metteur en scène russe contemporain, dirigeant actuellement le Maly Drama Théâtre de Saint-Pétersbourg.

## Biographie
C'est encore enfant qu'il fit ses premiers pas dans le domaine de la mise en scène théâtrale, dans le cadre du Théâtre de la Créativité des Jeunes (en russe : Театр Юношеского Творчества) à Léningrad, dirigé par Matveï Grigorievitch Doubrovine. Ensuite, il fait ses études à l'Institut national du théâtre, de la musique et du cinéma de Léningrad en tant qu'élève de Boris Sohn (en) et de Gueorgui Tovstonogov. Il y obtient son diplôme de metteur en scène en 1966.
Entre 1966 et 1982, il travaille comme metteur en scène invité dans différents théâtres d'URSS et de l'étranger. Parmi ceux-ci, notamment le Théâtre d'État des jeunes spectateurs et le Grand Théâtre dramatique Gorki à Léningrad, le Théâtre d'art de Moscou, le Théâtre National Finnois, le Festival de Salzbourg, le Mai Musical de Florence et La Scala de Milan.
C'est en 1975 qu'il commence à travailler avec le Maly Drama Théâtre. En 1983, il devient Chef metteur en scène, et en 2002 Directeur artistique et Directeur général de ce théâtre. Et depuis, il dirige cette institution.
Fin 2009, la MC93 Bobigny présente une rétrospective retraçant vingt-cinq ans de mise en scène de Lev Dodine au Maly Drama Théâtre.
En 2012, la critique salue la partie vocale de sa nouvelle version de La Dame de pique représentée à l'Opéra Bastille, réunissant Vladimir Galouzine (Hermann), Olga Gouriakova (Lisa), Ludovic Tézier (Eletski) et Larissa Diadkova (en) (comtesse), bien que la mise en scène qui situe l'action dans un hôpital psychiatrique soulève quelques interrogations,,.
Il revient à La Cerisaie en 2014. Le spectacle est présenté au théâtre Silvia-Monfort, à Paris, au printemps 2015. Si certains critiques y notent un manque de subtilité dû à un parti-pris du metteur en scène, d'autres le qualifient de chef-d’œuvre, de « manifeste à la fois testamentaire et magnifique ».
À la suite de l'invasion de l'Ukraine par la Russie en février 2022, Lev Dodine a adressé une lettre ouverte à Vladimir Poutine. Cette lettre ouverte a été traduite et publiée par Libération dans son édition du 2 mars 2022 :
« J’ai 77 ans, j’ai perdu au cours de ma vie beaucoup de gens que j’aimais. Aujourd’hui que sur nos têtes, à la place des colombes de la paix, volent les missiles de la haine et de la mort, je ne peux dire qu’une chose : «Arrêtez !». L’organisme de l’humanité ne se soigne pas avec des opérations chirurgicales. N’importe quelle opération d’ingérence fait couler le sang de celui qu’on opère et contamine d’une inguérissable infection celui qui opère. Arrêtez cette ingérence chirurgicale, mettez des garrots sur les blessures. Réalisons l’impossible : faire le XXIe siècle dont on pouvait rêver et pas celui que nous sommes en train de faire. Je fais l’unique chose que je peux : je vous en supplie, arrêtez ! Arrêtez.
JE VOUS EN SUPPLIE. »

## Prix Europe pour le théâtre - Premio Europa per il Teatro
En 2000, il a reçu le Prix Europe pour le théâtre, en Taormine, avec cette motivation :
Élève de l’un des plus fidèles disciples de Stanislavski, Lev Dodine est arrivé très jeune de sa Sibérie natale dans les capitales de l’ancienne Russie. Il a consacré sa vie à l’enseignement, sans jamais dissocier la théorie de la pratique, et c’est ainsi qu’il a formé une compagnie, une grande famille avec le culte du groupe et du travail artisanal, bien avant qu’on lui demande, en 1983, de diriger le Théâtre Maly qui allait devenir le théâtre-phare de cette fin de siècle. La maison a été créée par son groupe de diplômés de l’Institut de Léningrad après un séjour de plusieurs mois dans les régions du nord où Fédor Abramov avait écrit son roman sur la vie paysanne. Au milieu des années 1980, la compagnie parvient à recréer à coups d’improvisations la réalité concrète de Frères et sœurs : cette tragique épopée du kolkhoze écrite par le même auteur. Huit heures de spectacle durant lesquelles les pleurs succèdent aux rires, une recherche sur la “grande âme russe” qui constitue une constante dans le travail du metteur en scène, attiré par l’analyse polémique de l’histoire de son pays réélaborée à travers la littérature. En ce sens, le sommet de son travail est représenté par la mise en scène d’un classique longtemps interdit tel que Les démons de Dostoïevski, un spectacle qui donna lieu à trois ans de répétitions et que le théâtre Maly reprend régulièrement depuis neuf ans : dix heures de dialogues et de visions qui donnent des frissons et qui constituent une première approche à un discours sur l’esprit révolutionnaire d’un peuple. Ce spectacle devient en quelque sorte le préambule de la métaphore de l’utopie suicidaire exprimée par Andreï Platonov dans Tchevengour, récent chef-d’œuvre mis en scène sur un plan d’eau, et de Ce fou de Platonov de Tchécov, transformé par Dodine en une danse à travers le XXe siècle. Gaudeamus se déroule quant à lui sur une surface enneigée. Ce premier spectacle monté avec les jeunes de l’École est une satire – hélas encore tout à fait d’actualité – de l’entraînement au service militaire soviétique, et s’insère à la perfection dans le répertoire centré sur l’homme de notre temps proposé par la compagnie à son public naturel et, partant de là, au public du monde entier auquel Dodine a su redonner le sens d’un théâtre nécessaire.

## Décorations
- Officier de l'ordre des Arts et des Lettres (1994)
- Commandeur de l'ordre de l'Étoile d'Italie

## Distinctions
- 1986 : Prix d'État de l'URSS, pour les spectacles Dom et Frères et soeurs, d'après les œuvres de Fiodor Abramov au théâtre Maly.
- 1992 : Prix du meilleur spectacle étranger du Syndicat de la critique pour Gaudeamus
- 1993, 2003 : Prix d'État de la Russie
- 1994 : Prix italien UBU
- 1996, 2008 : Prix Stanislavski
- 1997, 1999, 2000, 2002, 2003, 2007 : Prix national théâtral Masque d'or
- 2000 : Prix Europe pour le théâtre[9]
- 2007 : Prix Étoile baltique

## Théâtre
- Sa Majesté des Mouches de William Golding
- 1975 : Le Brigand de Karel Čapek
- 1977 : La Rose tatouée de Tennessee Williams
- 1978 : La Nomination d'Alexandre Volodine
- 1979 : Vis et n'oublie pas d'après Valentin Raspoutine
- 1980 : La Maison de Fiodor Abramov
- 1985 : Frères et Sœurs de Fiodor Abramov - un spectacle monumental durant plus de huit heures;
- 1987 : Les Étoiles dans le ciel de l'aube d'Alexandre Galine
- 1988 : Le Vieillard de Iouri Trifonov
- 1990 : Gaudeamus d'après Bataillon de construction de Sergueï Kaledine
- 1991 : Les Démons de Fiodor Dostoïevski
- 1994 : Claustrophobia textes d'auteurs contemporains dont Vladimir Sorokine et Ludmila Oulitskaïa, création à la MC93 Bobigny
- 1997 : La Pièce sans nom (Platonov) d'Anton Tchekhov
- 1999 : Tchevengour d'Andreï Platonov
- Molly Sweeney de Brian Friel
- Chœur de Moscou de Ludmila Petrouchevskaïa
- Le Roi Lear de William Shakespeare
- 2001 : La Cerisaie d'Anton Tchekhov
- 2001 : La Mouette d'Anton Tchekhov
- 2003 : Oncle Vania d'Anton Tchekhov
- 2007 : Vie et Destin de Vassili Grossman, création mondiale MC93 Bobigny, en tournée Théâtre des Célestins
- 2011 : Les Trois Sœurs d'Anton Tchekhov, 2012 : tournée MC93 Bobigny Théâtre des Célestins
- 2014 : La Cerisaie d'Anton Tchekhov, 2015 : tournée au théâtre Silvia-Monfort
- 2018 : Hamlet de William Shakespeare

## Opéra
- 1995 : Elektra de Richard Strauss, Festival de Salzbourg
- 1998 : Lady Macbeth de Mzensk de Dmitri Chostakovitch, Florence
- 1999 : Mazeppa de Tchaïkovski, Scala de Milan
- 1999 : La Dame de pique de Tchaïkovski
- 2003 : Le Démon d’Anton Rubinstein, Théâtre du Châtelet, Théâtre Mariinski
- Otello de Giuseppe Verdi
- 2005 : Salomé de Richard Strauss
- 2012 : La Dame de pique de Tchaïkovski, Opéra Bastille